# Sayōnara, subarashī sekai
Sayōnara, subarashī sekai (さようなら、素晴らしい世界?) è il primo mini-album di indigo la End, pubblicato l'11 aprile 2012 da eninal.

## Background
Primo disco rilasciato a livello nazionale, primo mini-album pubblicato da eninal una sotto etichetta di Space Shower Music.
Registrato e mixato da Mino Takaaki (toe) (美濃隆章(toe)?).

## Tracce
Testi e musiche di Enon Kawatani.
1. 緑の少女 (Midori no shōjo?) – 4:16
2. 秘密の金魚 (Himitsu no kingyo?) – 4:15
3. 夢で逢えたら (Yumedeaetara?) – 4:37
4. Warhol – 5:47
5. 夜の公園 (Yoru no kōen?) – 5:38
6. ジョン・カーティス (Jon kātisu?) – 4:21
7. むだい (Muda i?) – 1:48
8. 素晴らしい世界 (Subarashī sekai?) – 5:02